# Tachysphex

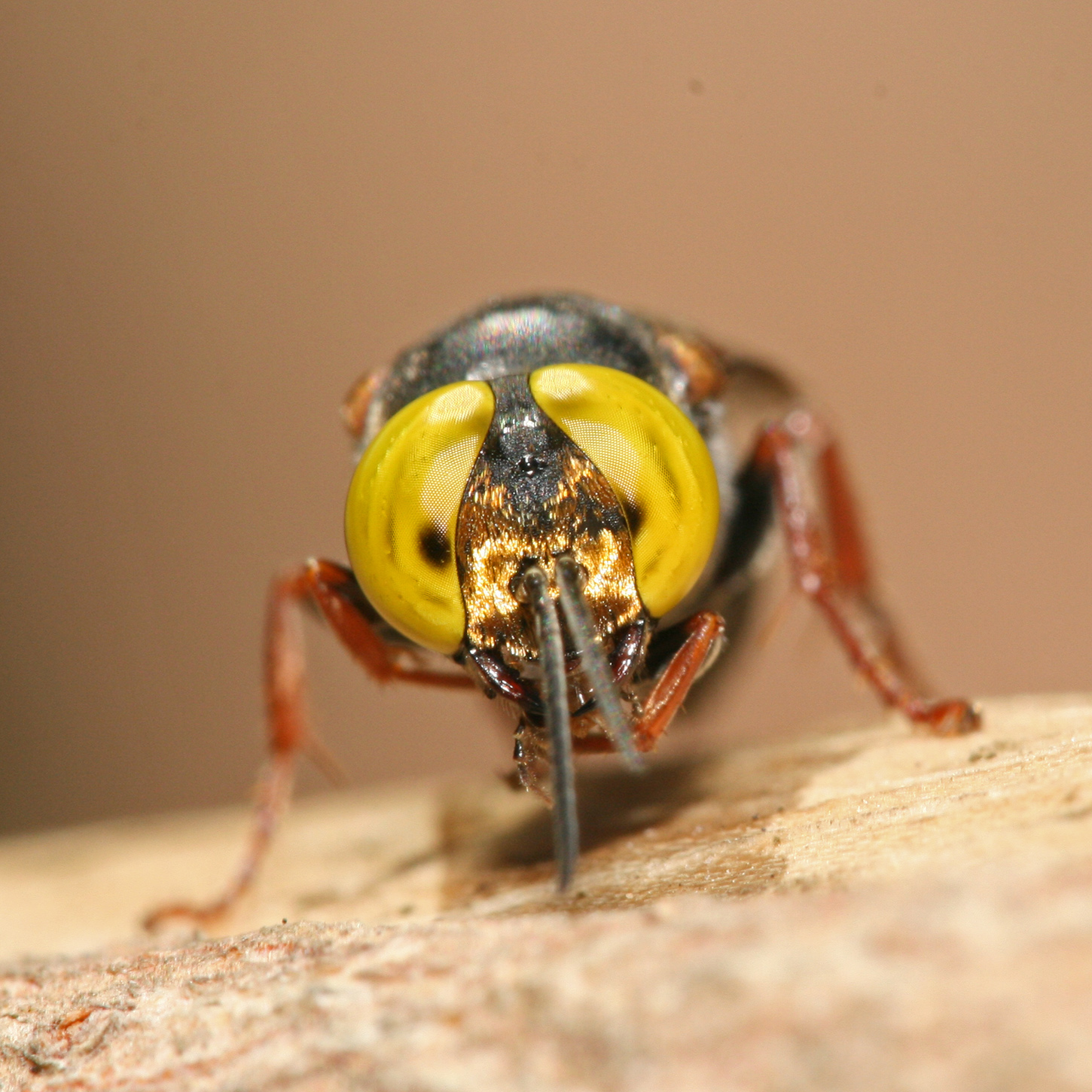
Tachyspex sp. von vorne

Tachysphex ist eine artenreiche Gattung der Grabwespen (Spheciformes) aus der Familie Crabronidae. Weltweit sind 446 Arten bekannt; die Gattung ist damit die artenreichste der Tribus Larrini. In der Paläarktis sind etwa 138 beheimatet, in Europa kommen davon 47 Arten vor.

## Merkmale
Die Arten der Gattung Tachysphex sind zwischen 4 und 18 Millimeter lang, der Großteil der Arten erreicht zwischen 6 und 10 Millimeter Körperlänge. Die Grabwespen sind schwarz, ihr Hinterleib ist bei manchen Arten teilweise rot, so auch die Beine. Anders als bei der ähnlichen Gattung Tachytes ist das Pygidialfeld der Weibchen und das siebte Hinterleibssegment unbehaart. Man kann vor allem die komplett schwarz gefärbten Arten nur schwer voneinander unterscheiden.

## Lebensweise
Die in der Regel mehrzelligen Nester werden in sandigen oder auch bindigen Böden angelegt, wobei ebene Flächen bevorzugt besiedelt werden. Größere Teile und Steinchen tragen die Weibchen mit den Mandibeln fort, feines Material wird mit den Tarsen der Vorderbeine im Gleichtakt aufgegraben und mit dem Körper nach hinten aus dem Gang geschoben. Der Gang liegt meist flach im Boden, die Zellen werden in einer Tiefe von nur etwa drei bis sechs Zentimetern angelegt. Der Nesteingang wird je nach Art bei Abwesenheit verschlossen oder bleibt offen. Die Brut wird mit Heuschrecken versorgt. Je nach Art wird eine spezifische Familie der Heuschrecken bevorzugt bejagt. Die Beute wird mit der Bauchseite nach oben entweder im Flug oder gehend ins Nest gebracht. Deren Fühler werden mit den Mandibeln gepackt, im Flug wird die Beute zusätzlich mit den Beinen stabilisiert. Die Eiablage erfolgt entweder auf der ersten oder der letzten Heuschrecke, nahe der Hüften der vorderen Beine. In der Zelle wird die Beute mit der Bauchseite nach oben und dem Kopf nach unten gerichtet abgelegt. Die betäubten Tiere bewegen meist noch schwach ihre Beine und Fühler.
Die Verpuppung erfolgt in einem festen Kokon, der aus Seide gesponnen wird, die mit verklebtem Sand überlagert ist. Es sind eine Reihe von Parasitoiden, wie etwa Goldwespen, Spinnenameisen, Wollschweber und Trabantenfliegen bekannt, die die Grabwespen befallen. Die Imagines sind Blütenbesucher. Am Abend oder bei Schlechtwetter suchen sich die Tiere einen Hohlraum, Männchen mit Tarsenkamm graben sich auch ein.

## Systematik
Tachysphex gehört zur Tribus Larrini innerhalb der Unterfamilie Crabroninae.

## Arten (Europa)
- Tachysphex adjunctus Kohl, 1885
- Tachysphex albocinctus (Lucas, 1849)
- Tachysphex blattivorus Gussakovskij, 1952
- Tachysphex brevipennis Mercet, 1909
- Tachysphex brullii F. Smith, 1833
- Tachysphex carli Beaumont, 1947
- Tachysphex consocius Kohl, 1892
- Tachysphex coriaceus A. Costa, 1867
- Tachysphex costae De Stefani, 1882
- Tachysphex ctenophorus Pulawski, 1971
- Tachysphex denisi Beaumont, 1936
- Tachysphex descendentis Mercet, 1909
- Tachysphex erythropus (Spinola, 1839)
- Tachysphex euxinus Pulawski, 1958
- Tachysphex excelsus R. Turner, 1917
- Tachysphex ferrugineus Pulawski, 1971
- Tachysphex fugax Radoszkowski, 1877
- Tachysphex fulvicornis R. Turner, 1918
- Tachysphex fulvitarsis A. Costa, 1867
- Tachysphex gracilitarsis Morice, 1910
- Tachysphex graecus Kohl, 1883
- Tachysphex helveticus Kohl, 1885
- Tachysphex incertus Radoszkowski, 1877
- Tachysphex julliani Kohl, 1883
- Tachysphex latifrons Kohl, 1884
- Tachysphex lindbergi Beaumont, 1956
- Tachysphex mediterraneus Kohl, 1883
- Tachysphex minutus Nurse, 1909
- Tachysphex moczaryi Kohl, 1884
- Tachysphex nitidior Beaumont, 1940
- Tachysphex nitidissimus Beaumont, 1952
- Tachysphex nitidus (Spinola, 1805)
- Tachysphex obscuripennis (Schenck, 1857)
- Tachysphex obscurus Pulawski, 1971
- Tachysphex panzeri (Vander Linden, 1829)
- Tachysphex persa Gussakovskij, 1933
- Tachysphex plicosus (A. Costa, 1867)
- Tachysphex pompiliformis (Panzer, 1805)
- Tachysphex psammobius (Kohl, 1880)
- Tachysphex pseudopanzeri Beaumont, 1955
- Tachysphex saundersi Mercet, 1909
- Tachysphex schmiedeknechti Kohl, 1883
- Tachysphex sordidus (Dahlbom, 1845)
- Tachysphex subdentatus F. Morawitz, 1893
- Tachysphex tarsinus (Lepeletier, 1845)
- Tachysphex tessellatus (Dahlbom, 1845)
- Tachysphex unicolor (Panzer, 1806)

## Belege